# Hjortdammen
Hjortdammen är en damm i Hjortkvarn i Hallsbergs kommun i Närke och ingår i Motala ströms huvudavrinningsområde. Sjöns area är 0,13 kvadratkilometer och den är belägen 108 meter över havet.